# Коммерси
Коммерси (фр. Commercy) — город и коммуна во Франции.

## География
Коммуна Коммерси находится на крайнем востоке Франции, в департаменте Мёз региона Лотарингия. В административном отношении она является центром округа Коммерси и кантона Коммерси. Город лежит в долине реки Маас, на середине пути между Нанси на востоке и Бар-ле-Дюком на западе и соединён с рекой судоходным Мааским каналом (Canal de la Meuse).

## История
Территория вокруг Коммерси заселена человеком со времён палеолита. Название города впервые письменно упоминается в 830 году, когда здесь проезжал король Людовик Благочестивый. В 1274 году графы де Коммерси унаследовали графство Саарбрюккен. Династия Саарбрюккен-Коммерси правила до 1381 года, затем пресеклась. В 1324 году Коммерси получил от графа Иоганна I (фр.) права города. В 1662 году феодальные права на Коммерси получил кардинал де Рец. В 1679 году он продаёт свои права принцессе де Лильбон, которая, в свою очередь, передала их в 1708 году своему брату Шарлю де Водемону. После его смерти, в 1723 году город перешёл к герцогу Лотарингии Леопольду. Особого расцвета Коммерси достиг во время правления в Лотарингии Станислава Лещинского, любившего здесь бывать и украсившего город новыми величественными зданиями.
В Коммерси родились химик, ботаник и фармацевт Анри Браконно (1780—1855) и кинорежиссёр Морис Клош (1907—1990).

## Достопримечательности
- Дворец Коммерси (XVIII век)
- Церковь святого Панталеона (XVI век)
- Отель де Виль, построенный в стиле барокко

## Города-партнёры
- Хоккенхайм, Германия